# Špačince
Špačince és un poble i municipi d'Eslovàquia que es troba a la regió de Trnava, a l'oest del país.

## Història
La primera menció escrita de la vila es remunta al 1111.

## Demografia
| Godina             | 1994 | 2004   | 2014    | 2024    |
| ------------------ | ---- | ------ | ------- | ------- |
| Nombre de persones | 2039 | 2018   | 2613    | 3378    |
| Diferència         |      | −1,02% | +29,48% | +29,27% |

| Godina             | 2023 | 2024   |
| ------------------ | ---- | ------ |
| Nombre de persones | 3383 | 3378   |
| Diferència         |      | −0,14% |